# Stibochiona nicea
Stibochiona nicea är en fjärilsart som beskrevs av Gray 1846. Stibochiona nicea ingår i släktet Stibochiona och familjen praktfjärilar. Inga underarter finns listade i Catalogue of Life.

## Bildgalleri

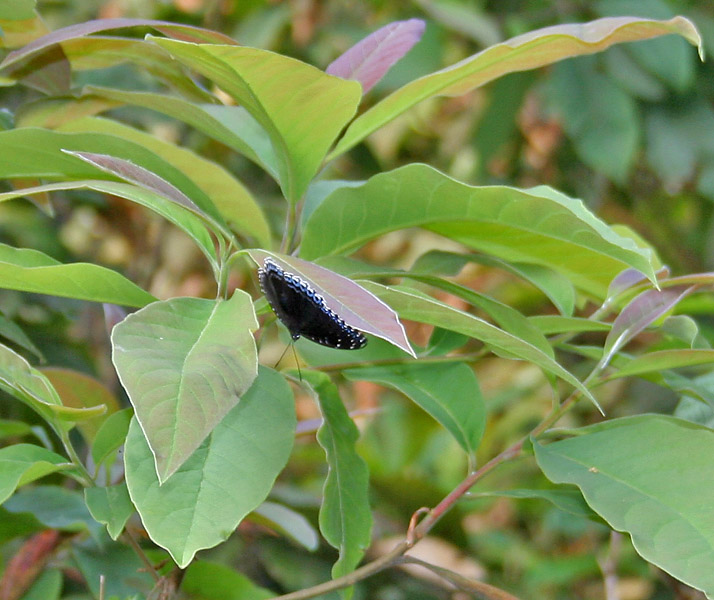
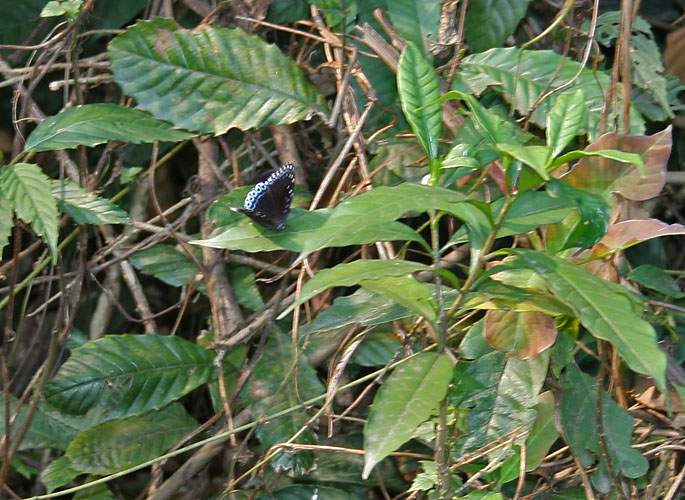